# Salmacis virgulata
Espèce
Salmacis virgulata est une espèce d'oursins (échinodermes) de la famille des Temnopleuridae.

## Description et caractéristiques
Ce sont des oursins réguliers : le test (coquille) est hémisphérique, protégé par de fines radioles (piquants), l'ensemble suivant une symétrie pentaradiaire (centrale d'ordre 5) reliant la bouche (péristome) située au centre de la face orale (inférieure) à l'anus (périprocte) situé à l'apex aboral (pôle supérieur).
Cette espèce est de taille moyenne (autour de 8 cm), avec un test verdâtre (parfois jaune ou presque blanc), contrastant avec des radioles généralement violettes, nombreuses mais très fines et assez courtes, laissant généralement les cinq ambulacres apparents, dessinant une étoile sur le dessus.
Dans son environnement, cet oursin adopte un comportement « collecteur » : il utilise souvent les podia de sa face aborale pour récolter toutes sortes d'objets destinés à le dissimuler.
On le distingue de Salmacis bicolor par sa forme hémisphérique et non ronde, et de Salmacis sphaeroides par sa forme et le fait que ses piquants ne sont pas annelés. Il peut toutefois être confondu avec les formes violettes ou blanches de Pseudoboletia indiana (qui a plus de pédicellaires). Dans l'Indo-Pacifique central, on trouve l'espèce plus rare Salmaciella dussumieri, elle aussi très ressemblante. 

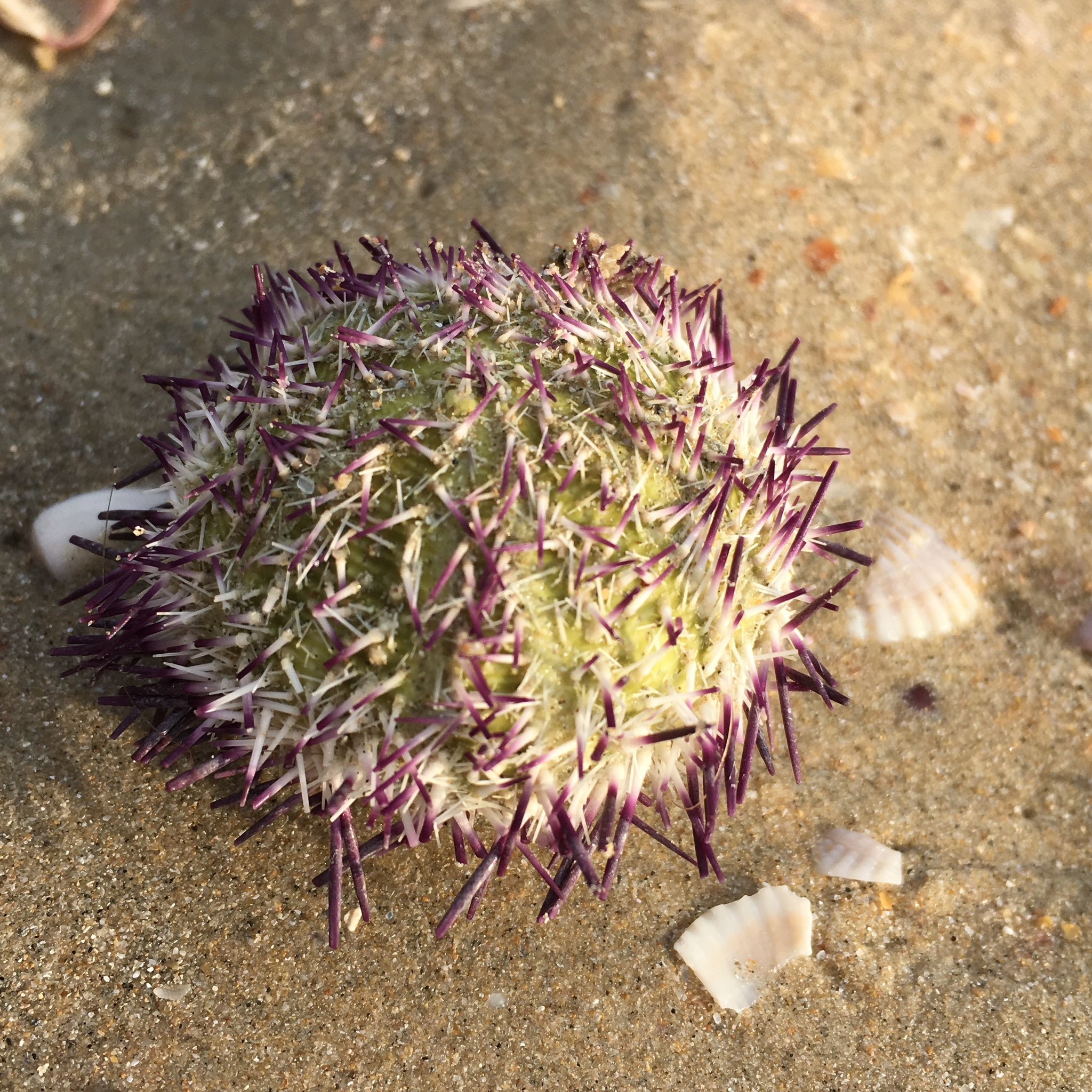
Spécimen sorti de l'eau. On note le test hémisphérique, verdâtre et perforé.
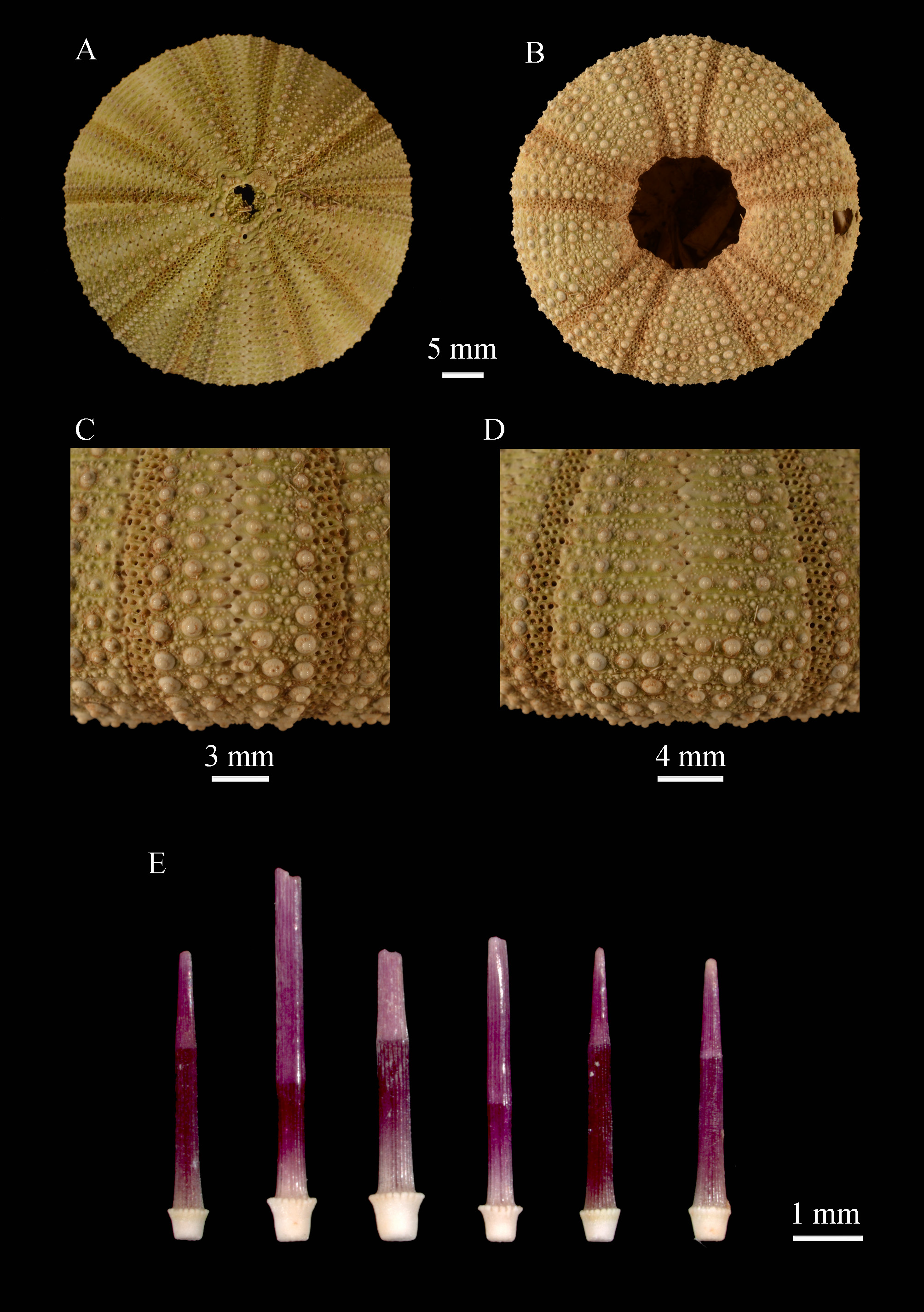
Détails d'un test naturalisé.

## Habitat et répartition
Cet oursin habite les côtes rocheuses de l'océan Indien et du Pacifique ouest (Japon, Philippines). C'est l'espèce la plus courante du Golfe du Bengale. 
On le trouve à partir de la surface, jusqu'à 55 m de profondeur.

## Écologie et comportement
Il se nourrit principalement d'algues, qu'il broute sur le substrat grâce à sa puissante mâchoire appelée « Lanterne d'Aristote ». Il consomme aussi occasionnellement des bryophytes et des détritus organiques.